# پولیتی‌فکت
پولیتی‌فکت (به انگلیسی: PolitiFact) یک پروژه غیرانتفاعی است که توسط مؤسسه پوینتر انجام می‌شود. مقر اصلی این پروژه در سن پترزبورگ، فلوریدا و دفتر دیگر آن در واشینگتن دی سی قرار دارد. پولیتی‌فکت در سال ۲۰۰۷ به عنوان یک پروژه از سوی روزنامه تمپا بی تایمز آغاز شد. خبرنگاران و سردبیران در این پروژه صحت اظهارات مقامات منتخب، نامزدها، لابی‌گرها و دیگر افراد درگیر در سیاست آمریکا می‌سنجند. روزنامه‌نگاران آن، گفتارهای سیاستمدارها را ارزیابی کرده و یافته‌های خود را در وب‌سایت پروژه منتشر می‌کنند. هر یک از این حقیقت سنجی‌ها دارای یک امتیاز «حقیقت-متر» است.